# Torsångs kyrka
Torsångs kyrka är en kyrkobyggnad i Torsång i Dalarna. Den är församlingskyrka i Torsångs församling i Västerås stift.  Kyrkogården omges av en stenmur som, förutom en estetisk och tomtmarksvisande funktion, även har till uppgift att skydda mot översvämning, när vattenståndet i Runn är högt. På muren finns högvattenmärken inritade.
Kyrkan med klockstapeln syns i början av filmen Nattvardsgästerna som skrevs och regisserades av Ingmar Bergman.

## Kyrkobyggnaden
Frånsett vapenhuset är kyrkan från 1300-talet. Det är uppförd i gråsten med tegelornamentik och  stjärnvalv.  Över det crusebjörnska gravkoret ("finnkuren") spänner ett så kallat gubbvalv med dekorativa mansfigurer. Torsångs kyrka påminner mycket om den något äldre Trönö gamla kyrka i Hälsingland och de kan vara byggda av samma byggnadslag från Finland som under denna tid reste runt och byggde kyrkor.
Kyrkan restaurerades 1912 under ledning av Sigurd Curman.

## Inventarier
Dopfunten är ursprungligen från 1200-talet medan predikstolen tillkom 1624.Vid en inre restaurering 1912 insattes bl.a. korfönstrets glasmålning efter en kartong av Filip Månsson - med korset i centrum, omgivet av kyrkan, klockstapeln, älven och skogen samt kristna symboler. Altaruppställningen som omger korfönstret tillkom 1795.

### Orgel
- 1652 skänktes ett positiv med 5 stämmor av landshövdingen Krusbjörn. Orgeln finns fortfarande kvar år 1773.[2]
- 2009 bygger orgelbyggare Knut Kaliff, Ålem en orgel med två manualer och pedal.

| Man II. Huvudverk C-g3 | Man II. Svällverk C-g3 | Pedal C-f1                | Koppel  |
| ---------------------- | ---------------------- | ------------------------- | ------- |
| Borduna 16'            | Rörflöjt 8'            | *Subbas 16'               | II/I    |
| Principal 8'           | Salicional 8'          | *Principalbas 8'          | II/P    |
| Flûte harmonique 8'    | Voix céleste 8'        | *Borduna 8'               | I/P     |
| Borduna 8'             | Principal 4'           | *Trumpetbas 8'            | II 4'/P |
| Oktava 4'              | Gedacktflöjt 4'        |                           |         |
| Flûte octaviante 4'    | Quinta 3'              | *Växelregister från Man I |         |
| Oktava 2'              | Tvärflöjt 2'           |                           |         |
| Mixtur 3 chor          | Ters 1 3/5'            |                           |         |
| Trumpet 8'             | Fagott-Oboe 8'         |                           |         |
|                        | Tremulant              |                           |         |

## Klockstapeln
När den första klockstapeln byggdes är okänt, men källor omtalar att en stapel fanns under 1500-talet. Det var i så fall en föregångare till dagens. Det finns inga tecken som tyder på något annat än att nuvarande klockstapel uppförts vid 1600-talets mitt. När klockstapeln byggdes återanvändes delar av från en tidigare byggnad. De äldsta medeltida delarna som har återanvänts är daterade till 1200-talet. Timret är med stor sannolikhet väggtimmer från en medeltida timmerkyrka eller kapell. Teorierna som finns om att Torsångs nuvarande stenkyrka haft en föregångare av trä förstärks i och med dessa upptäckter.
Klockstapeln är uppförd i en bockkonstruktion, även kallad klockbock. Den är helt brädfodrad och utvändigt täckt med stavspån, på östra sidan lagd i mönster. Den består av tre hjärtstockar med strävor varav de yttre befinner sig utanför inklädnaden. På de ingående bjälkarna finns inga spår av spikhål efter spån eller avfärgning, så den har troligen alltid varit inklädd.

## Bildgalleri

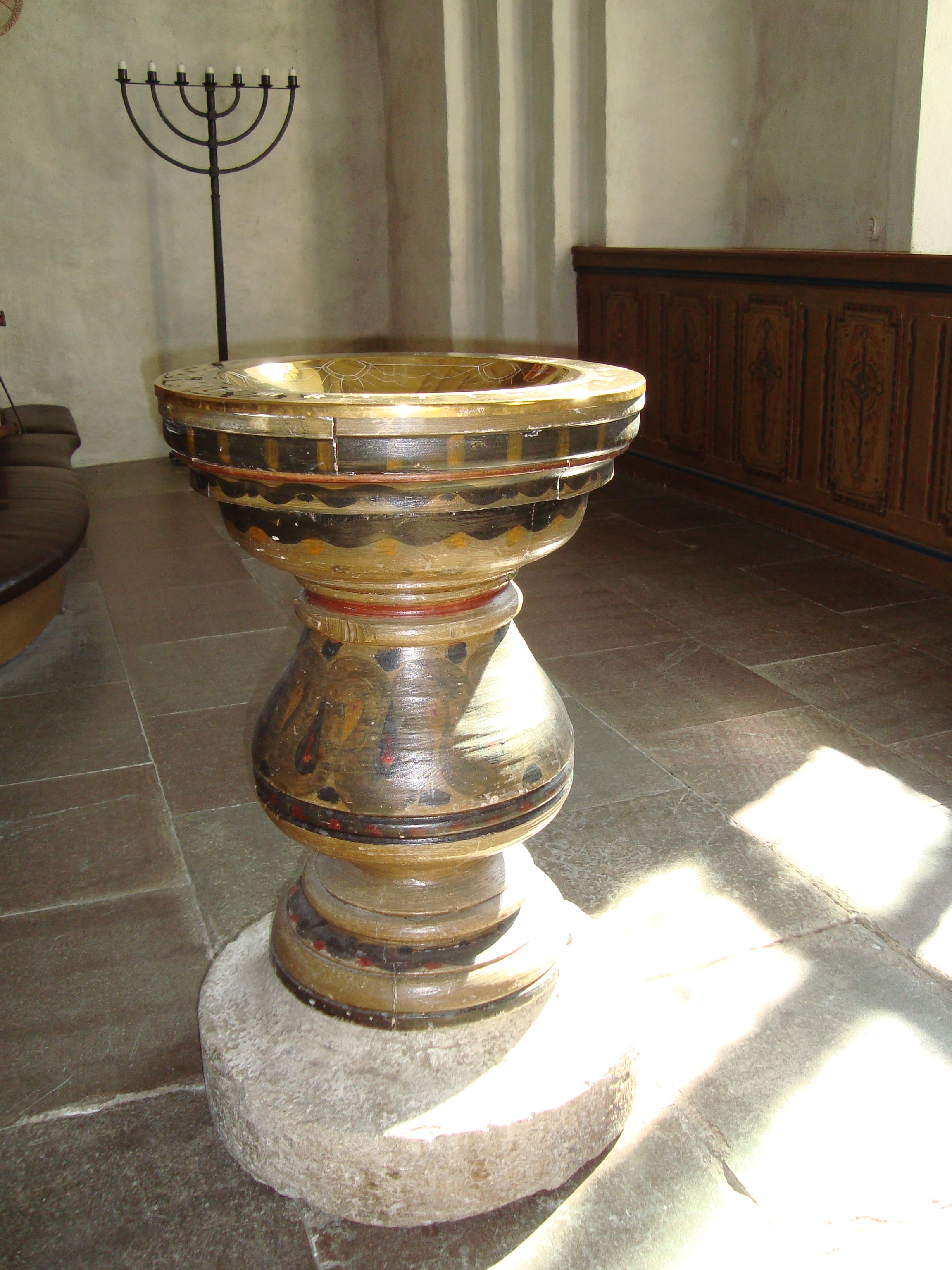
Dopfunten
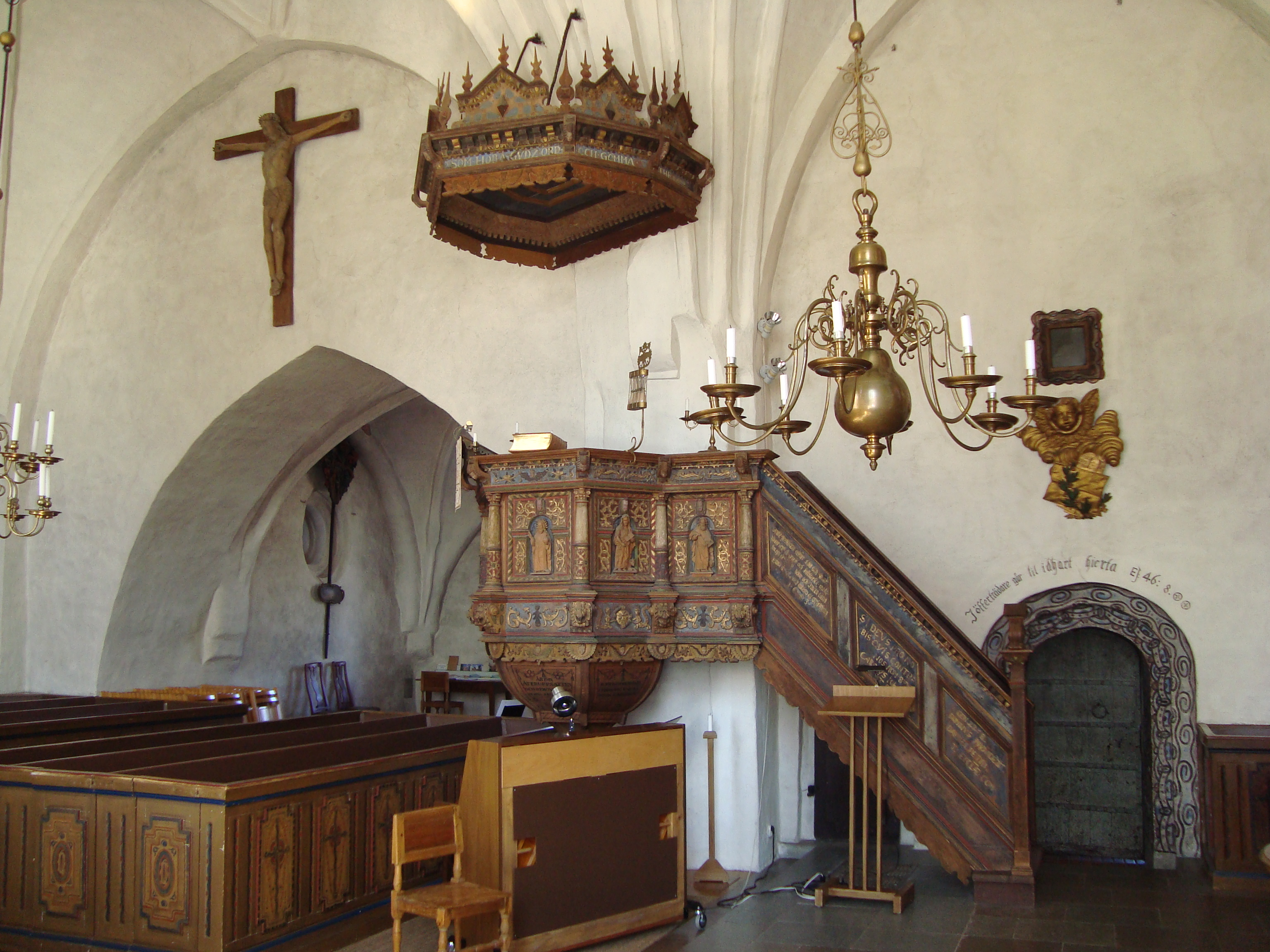
Predikstolen
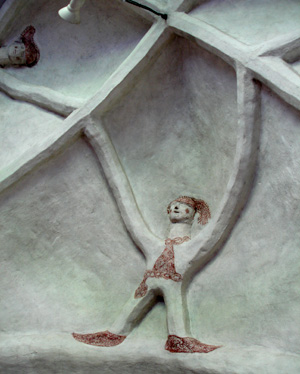
Detalj av gubbvalvet
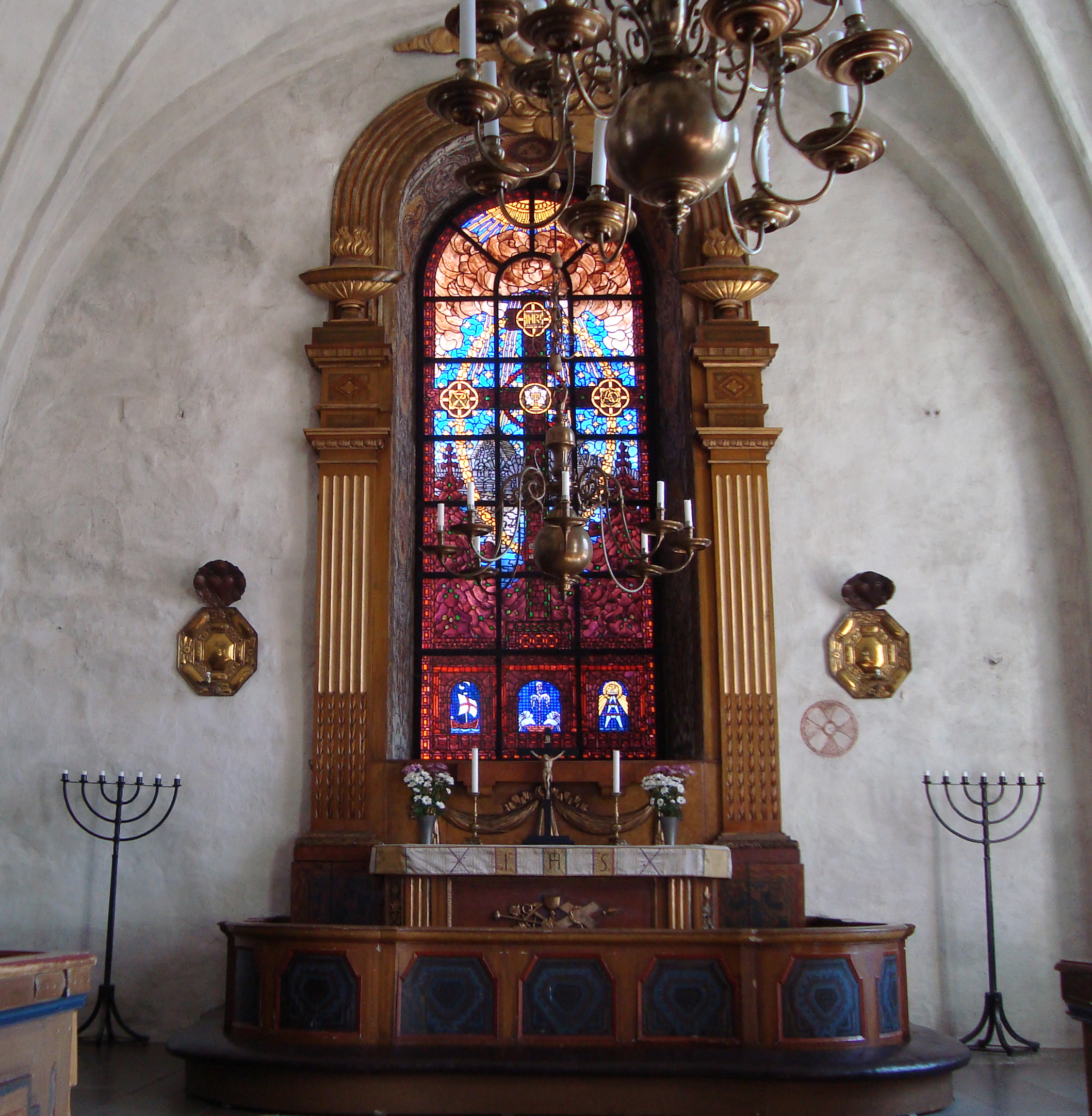
Altaruppställningen
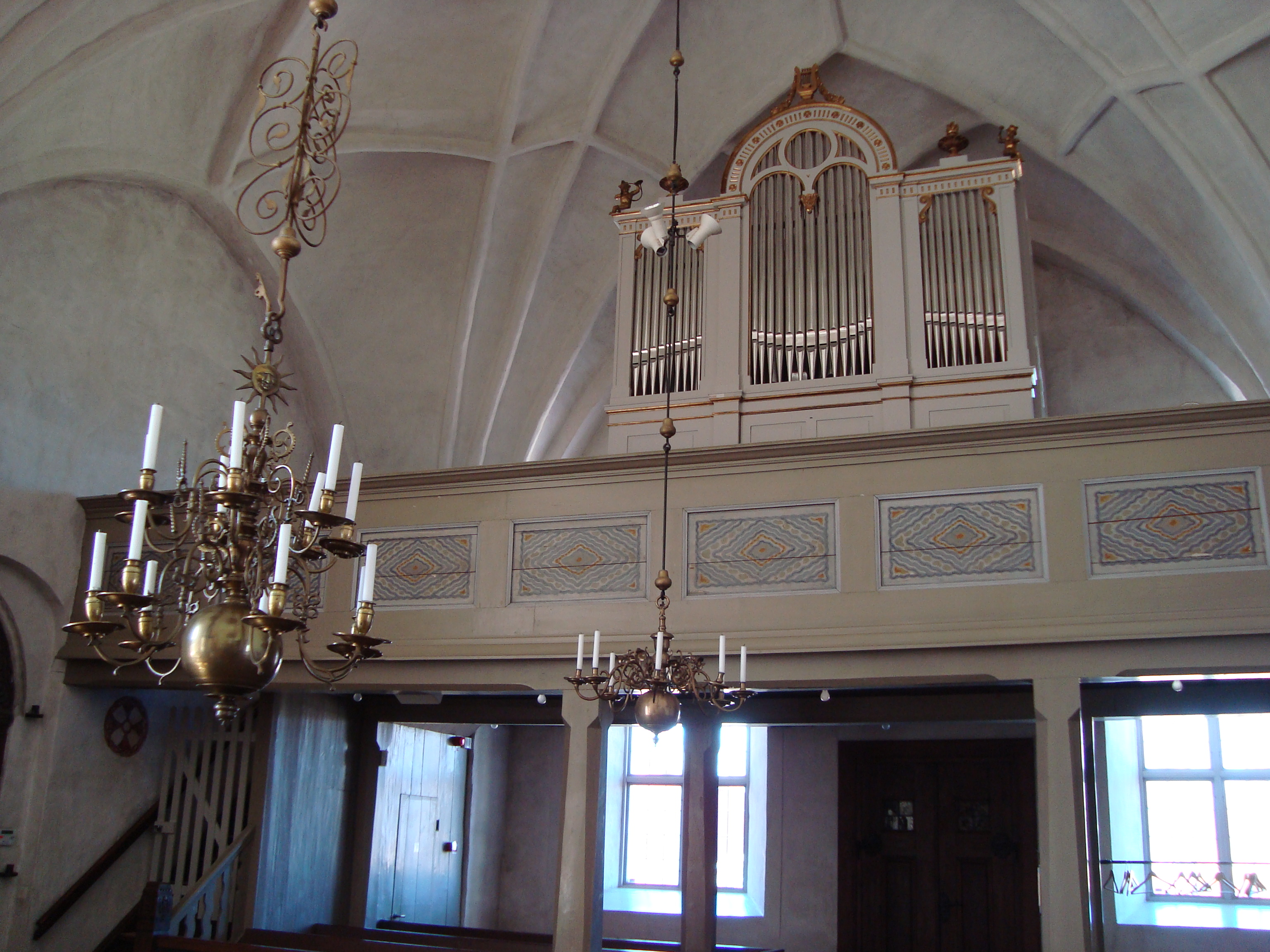
Orgelläktaren
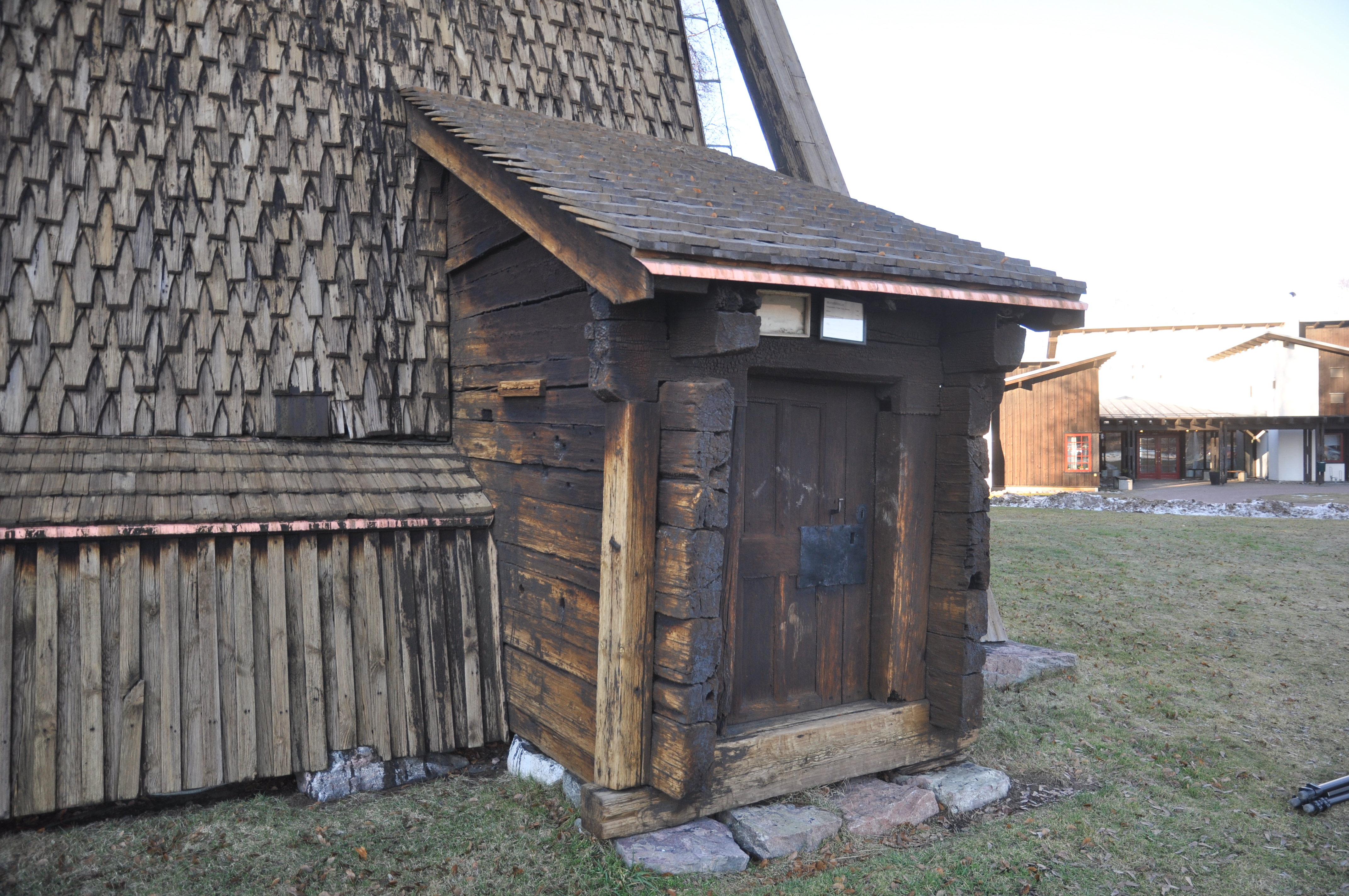
Klockstapelns ingång byggd av bl a återanvänt medeltida timmer.